# Понтедассио
Понтедассио (итал. Pontedassio) — коммуна в Италии, располагается в регионе Лигурия, в провинции Империя.
Население составляет 2309 человек (2008 г.), плотность населения составляет 160 чел./км². Занимает площадь 14 км². Почтовый индекс — 18027. Телефонный код — 0183.
Покровительницей коммуны почитается святая Марина Антиохийская (итал. Santa Margherita d’Antiochia), празднование 20 июля.

## Демография
Динамика населения:

## Администрация коммуны
- Официальный сайт: